# Fake - La fabbrica delle notizie
Fake - La fabbrica delle notizie è un programma televisivo italiano in diretta su Nove dal 23 ottobre 2019.

## Il programma
Il programma va in diretta in seconda serata e tratta delle "fake news", del perché vengono poste in essere e di tutto ciò che ruota dietro questa fabbrica di notizie false. In ciascuna puntata, la conduttrice Valentina Petrini ne discute in studio con vari ospiti, compresa una persona rimasta vittima di tale sistema di notizie non veritiere.
Fake News, Debunking, Fact-Checking. Le tre sfide del giornalismo contemporaneo sono riassunte da queste tre parole: riuscire a farsi largo tra il rumore di fondo della produzione di notizie false, grazie all'attività di "smascheratori" di bufale che operano con autorevolezza al "controllo di fonti, notizie e fatti". 
Conduce la giornalista Valentina Petrini, affiancata da due fact checker: in studio Michelangelo Coltelli (fondatore di Butac-Bufale un tanto al chilo) e dietro le quinte David Puente (consulente di comunicazione e giornalista di Open), oltre ad una redazione di giovani reporter agguerriti e ospiti ogni settimana diversi. 
Al programma collabora la piattaforma internazionale AVAAZ, organizzazione non governativa istituita nel 2007 a New York che promuove attivismo su tematiche quali cambiamento climatico, diritti umani, diritti degli animali, povertà, che racconta il suo lavoro alla ricerca dei "falsari" in rete, e Matteo Flora (hacker e professore a contratto in Corporate Reputation e Storytelling presso la Facoltà di Economia dell'Università di Pavia) che si occupa di "viralizzazione" delle bufale.